# لولین هربرت
لولین هربرت (انگلیسی: Llewellyn Herbert؛ زادهٔ ۲۱ ژوئیهٔ ۱۹۷۷) ورزشکار دو و میدانی اهل آفریقای جنوبی است.
وی در مسابقات کشوری و بین‌المللی در مجموع برندهٔ ۱ مدال نقره شده‌است.